# Mouvement pour la France
Das Mouvement pour la France (MPF; deutsch „Bewegung für Frankreich“) war eine Partei in Frankreich mit nationalkonservativer, EU-skeptischer und souveränistischer Ausrichtung, die von 1994 bis 2018 bestand. Vorsitzender des MPF war während dessen gesamter Existenz Philippe de Villiers. 
Das MPF hatte insbesondere bei den Europawahlen Erfolge zu verzeichnen. Seine Abgeordneten waren Vertreter traditionell konservativ wählender Regionen, vor allem im Westen Frankreichs. Hochburg der Partei war das konservative Département Vendée an der Atlantikküste, wo Philippe de Villiers von 1988 bis 2010 Präsident des Generalrats war. Im französischen Parteienspektrum stand das MPF rechts von der 2002 gegründeten Mitte-rechts-Sammelpartei UMP bzw. ab 2015 Les Républicains. Jedoch distanzierte es sich ausdrücklich vom Front National und wurde nicht zur extremen Rechten gezählt. Bei nationalen Wahlen hielt sich die Partei unabhängig von der UMP, für lokale Wahlen bildete sie aber Allianzen mit dieser und anderen Parteien des Mitte-rechts-Spektrums.

## Geschichte

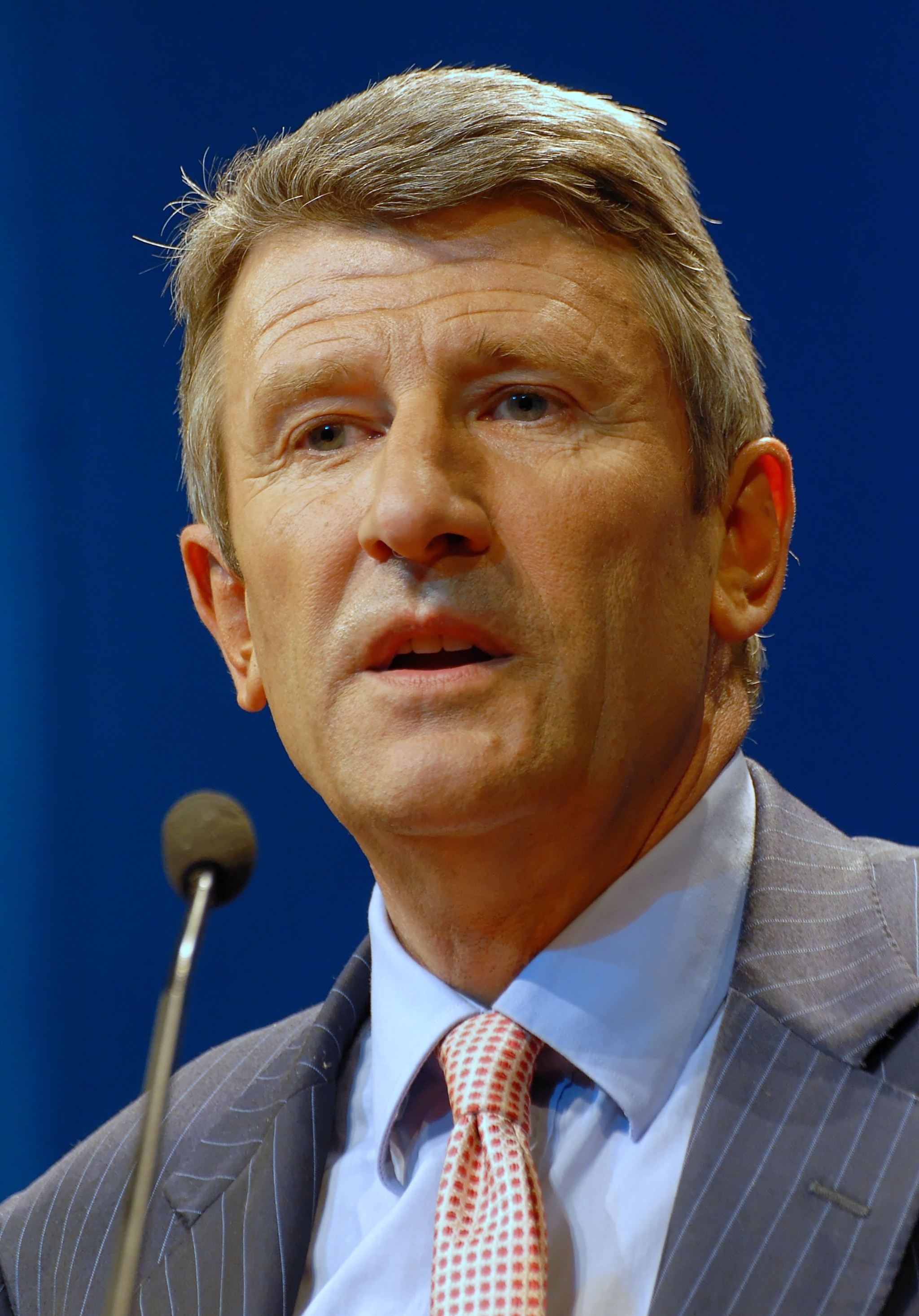
Philippe de Villiers – Gründer und langjähriger Vorsitzender des MPF

Vorläufer war die 1991 von katholisch-konservativen und EU-skeptischen Politikern der bürgerlichen Parteien UDF und RPR – Philippe de Villiers, Christine Boutin und Bernard Debré – initiierte Bewegung Combats pour les Valeurs („Kämpfe für die Werte“) bzw. ab 1993 Combat pour la France („Kampf für Frankreich“). Diese stellte sich gegen den 1992 ratifizierten EU-Vertrag von Maastricht, der von der Führung der UDF und RPR befürwortet wurde. Bei der Europawahl im Juni 1994 zog die EU-skeptische Liste Majorité pour l'Autre Europe („Mehrheit für ein anderes Europa“) unter Führung de Villiers (der zu dem Zeitpunkt noch Mitglied der UDF war) mit 13 Abgeordneten ins Europaparlament ein. Darunter waren neben de Villiers auch Charles de Gaulle junior und der britisch-französische Bankier James Goldsmith. Sie schlossen sich der Fraktion Europa der Nationen (Koordinierungsgruppe) bzw. deren Nachfolgerin, der Fraktion der Unabhängigen für das Europa der Nationen, an. 
Am 20. November 1994 gründete sich das Mouvement pour la France als politische Partei. Sein Vorsitzender Philippe de Villiers trat zur Präsidentschaftswahl 1995 an und kam mit 4,7 % der Stimmen auf den siebenten Platz. Nach der Senatswahl 1995 hatte das MPF zwei Senatoren. Zur französischen Parlamentswahl 1997 bildete das MPF ein Bündnis mit dem Centre national des indépendants et paysans (CNIP) unter der Bezeichnung La Droite Indépendante („Die unabhängige Rechte“). Deren Kandidaten gewannen zwei Wahlkreise in der Vendée. Bei den Regionalwahlen 1998 zogen 14 Mitglieder des MPF in die Regionalräte von acht Regionen ein, fünf davon im westfranzösischen Pays de la Loire.
Bei der Europawahl 1999 trat das MPF gemeinsam mit dem Rassemblement pour la France (RPF) an. Das Bündnis wurde mit 13,1 % zweitstärkste Kraft und erreichte zusammen 13 Mandate. Sie schlossen sich der Fraktion Union für das Europa der Nationen (UEN) an. Das Bündnis mit der RPF zerbrach Ende des Jahres 2000, die fünf MPF-Europaparlamentarier wurden fraktionslos. Bei der Europawahl 2004 kam das MPF eigenständig auf 7,6 % der Stimmen und drei Sitze. Es wurde Teil der Fraktion Unabhängigkeit/Demokratie und initiierte 2005 gemeinsam mit der Liga Polnischer Familien und der italienischen Lega Nord die Europapartei Allianz der Unabhängigen Demokraten in Europa (AIDE), die sich Ende 2008 wieder auflöste. 
Bei der Senatswahl 2004 erhöhte sich die Zahl der MPF-Senatoren auf drei. Bei der Präsidentschaftswahl 2007 trat de Villiers erneut an, erhielt diesmal aber nur 2,2 % der Stimmen. 2009 beteiligten sich die Mitglieder des MPF an der Gründung der europaweiten Libertas-Partei und traten auf deren Liste zur Europawahl 2009 an. Die Liste konnte einen Sitz für de Villiers gewinnen. Er schloss sich der Fraktion Europa der Freiheit und der Demokratie (EFD) an. Im Sommer 2009 trat das MPF dem Comité de liaison de la majorité présidentielle, d. h. der Allianz der mit der UMP des Staatspräsidenten Nicolas Sarkozy verbündeten Mitte-rechts-Parteien, bei. Zu den Regionalwahlen traten MPF-Kandidaten auf den gemeinsamen Mitte-rechts-Listen des Regierungslagers an und erhielten insgesamt 10 Sitze in sechs Regionalräten.
2011 beteiligte sich das MPF zusammen mit Lega Nord, Dänischer Volkspartei, „Wahren Finnen“ und weiteren nationalen Parteien an der Gründung der Europapartei Bewegung für ein Europa der Freiheit und der Demokratie (MELD), die bis 2015 bestand. Bei der französischen Parlamentswahl 2012 wurde nur eine MPF-Abgeordnete wiedergewählt. Zur Europawahl 2014 trat das MPF nicht mehr an. Im Juni 2018 wurde die Partei aufgelöst.